# On the Waters
On The Waters es el segundo álbum de Bread, lanzado en julio de 1970.

## Listado de temas
1. "Why Do You Keep Me Waiting" – 2:32 (Jimmy Griffin, Robb Royer)
2. "Make It with You" – 3:18 (David Gates)
3. "Blue Satin Pillow" – 2:29 (Gates)
4. "Look What You've Done" – 3:14 (Griffin, Royer)
5. "I Am That I Am" – 3:20 (Griffin, Royer)
6. "Been Too Long on the Road" – 4:53 (Gates)
7. "I Want You With Me" – 2:52 (Gates, Griffin)
8. "Coming Apart" – 3:30 (Griffin, Royer)
9. "Easy Love" – 2:28 (Griffin, Royer)
10. "In the Afterglow" – 2:38 (Gates)
11. "Call on Me" – 4:03 (Griffin, Royer)
12. "The Other Side of Life" – 2:02 (Gates)

## Personal
- David Gates - voz principal y coros, guitarras
- James Griffin- guitarras, instrumento de teclado y coros
- Robb Royer - bajo
- Mike Botts - batería